# Xcas
Xcas (Código abierto) es el nombre que recibe la interfaz de usuario de Giac,  un sistema algebraico computacional (en inglés CAS) multiplataforma, ligero y de propósito general. Al tándem formado por ambos se le nombre en la forma XCas/Giac. Giac puede ser usada como librería C++ de forma independiente.

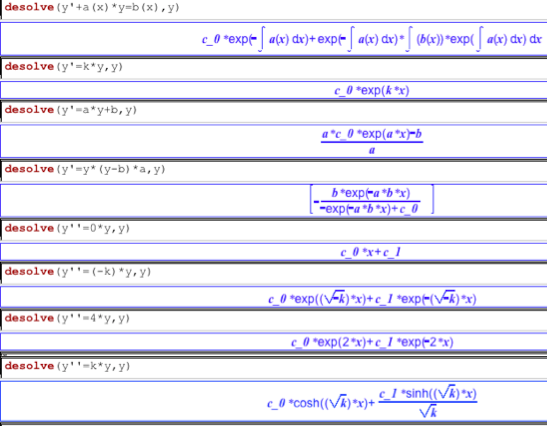
Xcas puede: resolver ecuaciones diferenciales

Es un proyecto de software libre desarrollado desde el año 2000 por Bernard Parisse et al en la Universidad Joseph Fourier de Grenoble.
El sistema aparece integrado en otros programas, como Geogebra y en la calculadora HP Prime.
Jose Luis Tabara Carbajo hizo videos sobre Xcas.

## OS
- Microsoft Windows[5]
- Apple macOS[5]
- Linux / Unix[6]
- FreeBSD[7]
- Android[8]
- en línea[9]

## Features (selección)[10]
unapply() que permite evaluar una expresión de acuerdo con un parámetro.
plot() que le permite crear y mostrar un gráfico.
string() que transforma un objeto (ejemplo: número entero) en una cadena de caracteres.
solve() que resuelve una ecuación.
diff() diferenciación de función.
int() que devuelve la primitiva de una función.
split((x+1)*(y-2),[x,y]) = [x+1,y-2] Método de separación de variables.
desolve() resolver la ecuación diferencial (ver ilustración).
factor() factorizando polinomio.
nPr() calcular permutaciones.
nCr() calcular combinaciones.
sqrt() raíz cuadrada.
cross([1,2,3],[4,3,2]) = [-5,10,-5] calcular el producto cruzado de dos vectores.
mean([3,4,2]) = 3 calcular la media.
stddev([3,4,2]) = sqrt(2/3) calcular la desviación estándar.
variance([3,4,2]) = 2/3 calcular la varianza.
det([1,2],[3,4]) = -2 calcular el determinante de una matriz.
extrema(-2*cos(x)-cos(x)^2,x) = [0],[pi] calcular los extremos locales de una function.
line(x=1) = línea vertical x = 1 dibuja una línea vertical en el sistema de coordenadas.

Encuentra más pedidos aquí :
http://www-fourier.ujf-grenoble.fr/~parisse/giac/cascmd_en.pdf